# 利亚姆·希思
利亚姆·希思（英語：Liam Heath，1984年8月17日—），英国男子皮划艇运动员。他曾代表英国参加2012年、2016年和2020年夏季奥林匹克运动会皮划艇比赛，获得一枚金牌、一枚银牌和二枚铜牌。